# Андре Ојер
Андре Антонијус Марија Ојер (хол. André Antonius Maria Ooijer; Амстердам, 11. јул 1974) холандски је бивши фудбалер који је играо на позицији штопера. Своју последњу утакмицу одиграо је за Ајакс против Витесеа 6. маја 2012. године.
Наступао је за селекцију Холандије готово читаву деценију, а укупно је сакупио 55 наступа. Био је део састава Холанђана на Еуру 2008. и чак три светска првенства. Био је члан златне генерације Наранџастих  која је дошла до финала на Светском првенству 2010. у Јужној Африци.

## Признања
Извор:

### Клуб
Волендам
- Финалиста Купа Холандије (1): 1994/95.

Рода
- Куп Холандије (1): 1996/97.
- Финалиста Суперкупа Холандије (1): 1997.

ПСВ
- Ередивизија (5): 1999/2000, 2000/01, 2002/03, 2004/05, 2005/06.
- Суперкуп Холандије (1): 2000.

Ајакс
- Ередивизија (2): 2010/11, 2011/12.

### Репрезентација
- Светско првенство:
  - Финалиста (1): 2010.
  - Четврто место (1): 1998.
- Европско првенство:
  - Треће место/Полуфинале* (2): 2000, 2004.